# جوني أبيل
جوني أبيل هو سياسي كندي، ولد في 1947 في كندا، وتوفي في 13 أكتوبر 1995 في يوكون في كندا. حزبياً، نشط في حزب يوكون ‏. وانتخب عضو الجمعية التشريعية في يوكون ‏.